# Norge (luftskepp)

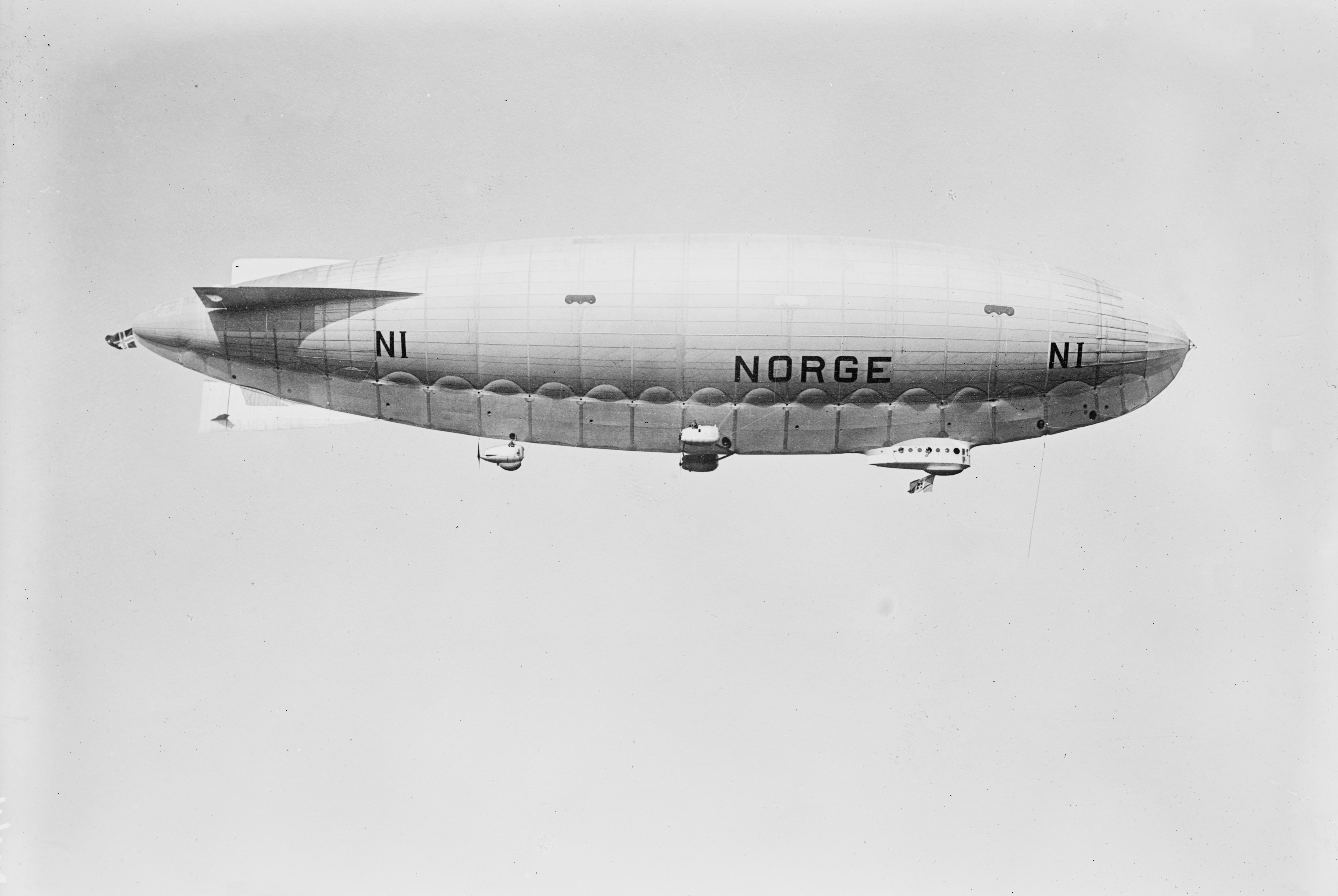
Norge

Norge var ett luftskepp, byggt i Italien, som den 12 maj 1926 genomförde vad som var den första flygturen över Nordpolen, oavsett typ av farkost. Det var också första luftfarkost att flyga över polarisen mellan Europa och Amerika. Expeditionen genomfördes på initiativ av norrmannen Roald Amundsen, italienaren Umberto Nobile och amerikanen Lincoln Ellsworth, som tillsammans med Norsk Luftseiladsforening finansierade resan.
Förtöjningsmaster finns bevarade i Vadsø och Ny-Ålesund.